# Premio Saint-Vincent per il giornalismo

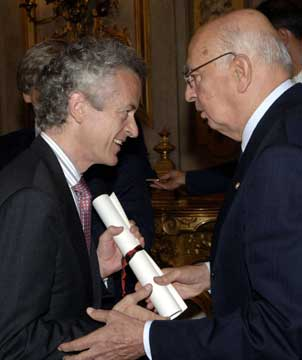
Il Presidente Giorgio Napolitano consegna al giornalista Federico Rampini il Premio Saint-Vincent per il giornalismo 2006 (28 settembre 2006)

Il Premio Saint-Vincent per il giornalismo, conosciuto anche semplicemente come Premio Saint-Vincent, è un premio giornalistico, attribuito annualmente a partire dal 1948 da una giuria di esperti a diverse categorie di professionisti della carta stampata, del mondo dell'informazione e della divulgazione, che si tiene a Saint-Vincent, in Valle d'Aosta.

## Storia
Il premio nacque, attraverso l'organizzazione dell'amministrazione della regione a statuto speciale della Valle d'Aosta, nel 1948. Primo in Italia, ottenne nel 1950 il patrocinio della Federazione Nazionale Stampa Italiana.
Dal 1960 la manifestazione si svolge sotto l'alto patronato della Presidenza della Repubblica, e la consegna dei premi è effettuata direttamente dal Presidente in carica. Dal 1984 al 1996 non si è disputato.
Dall'edizione del 1997 i premi sono stati suddivisi in sette categorie, con l'aggiunta di un premio speciale dato dalla giuria ed uno dalla regione autonoma della Valle d'Aosta.

## Vincitori

### Prima edizione 1948
- Antonio Antonucci: La Stampa
- Francesco Rossi: Gazzetta del Popolo
- Vinicio Congiu: Corriere Lombardo

### Seconda edizione 1949
- Alberto Savinio: Corriere della Sera
- Aldo Dami: Gazzette de Lausanne
- Antonio Antonucci: La Stampa
- Carlo Bacarelli: Rai
- Enzo Grazzini: Corriere della Sera
- Giuseppe Ravegnani: Milano Sera
- Marziano Bernardi: La Stampa
- Raffaellino De Grada: Rai
- Renato Giani: Giornale della Sera

### Terza edizione 1950
- Adriano Serini: Rai
- Augusto Catti: Rai
- Dino Buzzati: Corriere della Sera
- Domenico Javarone: Montecitorio
- Egisto Corradi: Corriere della Sera
- Eugenio Bertuetti: Gazzetta del Popolo
- Eugenio Galvano: Gazzetta del Popolo
- Franco Moccagatta: Il Popolo Nuovo
- Giorgio Guazzotti: l'Unità
- Giuseppe Tortorella: Milano Sera
- Italo Calvino: L'Unità
- Italo Mario Angeloni: Il Popolo Nuovo
- Luigi Michelotti: Rai
- Moisio Berard Milli: fotoreporter
- Provvido Sacco: Il Tempo
- Salvatore Gatto: L'Unità
- Toni Gobbi: Rivista Alpinismo
- Vincenzo Rovi: Tempo Settimanale

### Quarta edizione 1951
- Alfio Titta: Il Sole
- Amedeo Ugolini: L'Unità
- Andrea Damiano: Il Popolo
- Augusta Grosso: Il Popolo Nuovo
- Dario Ortolani: Corriere della Sera
- Elena Pignatelli: Momento Sera
- Emilio Pozzi: Rai
- Ernesto Caballo: Gazzetta del Popolo
- Ernesto Quadrone: L'Unità
- Ettore Zapparoli: Corriere d'Informazione
- Freppaz Perolino: fotoreporter
- Giuseppe Fabbri: Il Globo
- Giuseppe Fina: L'Unità
- Giuseppe Marzani: documentario
- Giuseppe Mazzotti e Ferruccio Lanfranchi: Corriere della Sera
- Henri Brière: Tribune de Genève
- Henry Meyer de Stdelhofen: Radio Genève
- Leonida Villani: Corriere Lombardo
- Lucia Sollazzo: L'Unità
- Michele Serra: Gazzetta del Popolo
- Ottavio Berard: documentario
- Paolo Spriano: L'Unità
- Peretti Griva: fotoreporter
- Pino Bava: documentario
- Roberto Costa: Rai
- Sandri Bertazzini: fotoreporter
- Silvio Micheli: L'Unità

### Quinta edizione 1952
- Achille Patitucci: Domenica del Corriere
- Albert Zbinden: Radio Lausanne
- Anna Maria Ortese: Il Mondo
- Armando Biancardi: Tuttosport
- Augusto Pancaldi: L'Unità
- Belinelli Lombardi: Radio Lugano
- Carlo Bacarelli: Rai
- Domenico Piccoli: Rai
- Enrico Emanuelli: La Stampa
- Enzo Grazzini: Corriere della Sera
- Ernesto Lavini: Scandere
- Fidia Gambetti: L'Unità
- Filippo Ivaldi: L'Unità
- Franco Fucci: Il Popolo
- Freppaz Perolino:
- Giacinto Furlan: Corriere Lombardo
- Giovanni Spadolini: Gazzetta del Popolo
- Italo Calvino: L'Unità
- Italo De Feo: Epoca
- Jean Neuvecelle: Radiodiffusion française
- Lorenzo Bedeschi: L'Avvenire d'Italia
- Maffio Maffi: Il Giornale d'Italia
- Marcello Berti: L'Avvenire d'Italia
- Maria Luisa Perer: Reflet du tourisme
- Massimo Mila: Sport Medici in Domo
- Moisio-Vitrotti:
- Nando Sampietro: Il Popolo Nuovo
- Raffaele Carloni: Monti e Boschi
- Tommaso Besozzi: L'Europeo
- Tullio De Luca: Il Giornale d'Italia
- Umberto Foscanelli: Corriere Lombardo
- Vera Vaerini: Milano Sera

### Sesta edizione 1953
- Anna Garofalo: Il Mondo
- Antonio Barolini: Il Tempo
- Armando Biancardi: Club Alpino / Tuttosport
- Augusto Monti: Il Ponte
- Augusto Pancaldi: L'Unità
- Carlo Muscetta: Paese Sera
- Crescenzio Guarini: La Stampa
- Domenico Piccoli: Radiodiffusione per l'estero
- Emanuele Battistelli: Gazzetta del Popolo
- Francesco Rosso: Gazzetta del Popolo
- Gino Pughetti: Popolo Nuovo
- Giorgio Bocca: Gazzetta del Popolo
- Giorgio Guazzotti: L'Unità
- Giuseppe Sala: Giovedì
- Ignazio Scurto: Corriere Lombardo
- Italo Pietra: Illustrazione Italiana
- Jarach Palazzi: fotoreporter
- Luciano Sanseverino: Radiodiffusione per l'estero
- Luigi Cecchini: Milano Sera
- Marcello Venturi: L'Unità
- Marco di Drusco: Il Giornale di Trieste
- Maria Antonietta Macciocchi: Noi Donne
- Paolo Monelli: La Stampa
- Paolo Serini: La Stampa / Il Mondo
- Paolo Valenti: Rai
- Raimondo Luraghi: L'Unità
- Raul Radice: Il Giornale d'Italia
- Robert Berton: fotoreporter
- Vincenzo Gibelli: Corriere dei Piccoli
- Vittorio Varale: La Stampa

### Settima edizione 1955
- Alfredo Todisco: La Stampa
- Anna Maria Ortese: Europeo
- Carlo Moriondo: La Stampa
- Emilio Cecchi: premio speciale "per una vita dedicata al giornalismo"
- Gaetano Tumiati: Avanti!
- Gigi Marsico: Rai
- Gilberto Bernabei: Rai
- Leonardo Borghese: Corriere della Sera
- Lucia Sollazzo: Gazzetta del Popolo
- Massimo Mila: Scandere
- Sandro Caputo: Il Popolo
- Silvio Guarnieri: L'Unità
- Vittorio Grisero: Rivista di Economia Agraria

### Ottava edizione 1956
- Aldo Salvo: Rai
- André Zanotto: Reveil social
- Carlo Bavagnoli: Epoca
- Ferruccio Berberini: Corriere Lombardo
- Furio Fasolo: Epoca
- Gastone Imbrighi: Rai
- Gianni Torrione: La Région Autonome
- Livio Pesce: Gazzetta del Popolo
- Luigi Salvatorelli: premio speciale "per una vita dedicata al giornalismo"
- Nino Giglio: Il Popolo Nuovo
- Renato Giani: Letteratura
- Renato Morino: Tuttosport
- Rino Cossard: Gazzetta del Popolo
- Rolando Marchi: Il campione
- Rubens Tedeschi: L'Unità
- Sergio Lepri: Il Popolo
- Vittorio Notarnicola: Corriere di Informazione

### Nona edizione 1957
- Alda Grimaldi: Rai TV
- Alfredo Mesio: Rai
- Angelo Del Boca: Gazzetta del Popolo
- Bruno Marini: Giornale di Brescia
- Domenico Agasso: Popolo Nuovo
- Domenico Garbarino: Popolo Nuovo
- Enrico Mattei: premio speciale per la specializzazione della cronaca parlamentare
- Gaetano Bellonci: premio speciale "per una vita dedicata al giornalismo"
- Giana Anguissola: Corriere Lombardo
- Luigi Pagliarani: L'Unità
- Giovanni Coccorese: Rai tv
- Giovanni Grazzini: La Nazione
- Giuseppe Bozzini: Rai tv
- Giuseppe Lucca: Gazzetta del Popolo
- Italo Cossard: Gazzetta del Popolo
- Pierre Raggi Page: La région autonome
- Roberto Costa: Rai
- Salvatore Conoscente: L'Unità
- Sergio Ramera: La Stampa
- Walter Bonatti: Rai tv

### Decima edizione 1959
- Achille Compagnoni: Rai
- Alberto Baini: Gazzetta del Popolo
- Alberto Bergamini: premio speciale "per una vita dedicata al giornalismo"
- Aldo Falvo: Rai
- Carola Prosperi:
- Claude Bandieri: Le Dauphiné libéré
- Egisto Corradi: Corriere della Sera
- Ennio Mastrostefano: Rai
- Felice Chilanti: Paese Sera
- Gigi Marsico: Rai
- Giovanni A. Negri: L'agriculteur valdôtain
- Giovanni Panozzo: L'Unità
- Italo Vaglienti: Stampa Sera
- Libero Montesi: Visto
- Luigi Vacchi: Visto
- Mario Cervi: Corriere di Informazione
- Maurizio Corgnati: Rai
- Nino Giglio: Popolo Nuovo

### Undicesima edizione 1960
- Alberto Cavallari: Corriere di Informazione
- Bertrand Ostermann: La Tribune de Genève
- Bruno Castellino: Corriere Lombardo
- Enrico Nobis: Paese Sera
- Enzo Biagi: La Stampa
- Eugenio Galvano: Rai
- Giancarlo Vigorelli: La Stampa
- Giovanni Pirelli: Nuovi Argomenti
- Giovanni Vincenzo Cima:
- Giuseppe Casetta: Il Lavoro
- Guido Elli: L'Italia
- Guido Gianni: Rai Tv
- Guiscardo Lorito: Avanti!
- Ines Cerlesi Pisoni: Rinascita
- Jader Jacobelli:
- Lucio Duc: Le Pays d'Aoste
- Nerino Rossi: Il Popolo
- Paolo Monelli: premio speciale "per una vita dedicata al giornalismo"
- Pier Giorgio Betti: L'Unità
- Piero Onida: Il Popolo
- Rino Cossard: Aosta e le sue valli

### Dodicesima edizione 1961
- Claude Bandieri: Le Dauphiné
- Dario Ortolani: Gazzetta del Popolo
- Enrico Altavilla: Corriere della Sera
- Franco Serra: Settimana Incom Illustrata
- Gino Nebiolo: Gazzetta del Popolo
- Giovanni Comisso: Gazzettino di Venezia
- Giovanni Pezzoli:
- Grazia Livi: Epoca
- Lino Colliard:
- Lucia Sollazzo: Gazzettino di Venezia
- Luigi Vallomy:
- Maria Luisa Spaziani: Lo Smeraldo
- Mario Missiroli: premio speciale "per una vita dedicata al giornalismo"
- Mario Stefanile: Il Mattino
- Maurizio Ferrara: L'Unità
- Paolo Spriano:
- Renato Carli Ballola: Avanti!
- Riccardo Longone: L'Unità
- Robert Berton:
- Sennuccio Benelli: Il Tempo
- Sergio Comin:
- Terenzio Grandi:

### Tredicesima edizione 1962
- Alberto Jacoviello:
- Andrea Boscione: Rai
- Bruno Ferrero: Le Dialogue
- Claudio Capello:
- Domenico Porzio: Oggi
- Eligio Possenti:
- Franco Davite: 24 ore/La Région Autonome
- Gianni Randon: La Notte
- Gigi Ghirotti: La Stampa
- Giuliana Dal Pozzo: Noi Donne e Rinascita
- Giuseppe Ambrosini:
- Giuseppe Grazzini: Epoca
- Lino Dina Mario Castellucci: Rai
- Luigi Romersa: Il Tempo
- Luigi Vismara: Avanti!
- Marie Coudre: Le Flambleau/L'Aeroporto
- Paolo Cavallina: Gazzetta del Popolo
- Piero Bassi: L'Aeroporto
- Remo Grigliè: La Stampa
- Ugo Zatterin: Rai Tv
- Vincenzo Talarico: Il Paese

### Quattordicesima edizione 1964
- Alberto Baini: Gazzetta del Popolo
- Anna De Feo: Rai Tv
- Eddy Tillod: Rai
- Emilio Fede: Rai Tv
- Enzo Forcella:
- Ernesto Mazzetti: Il Mattino
- Ettore Berra:
- Fernanda Pivano:
- Franco Catucci: Rai Tv
- Giovanni Russo: Corriere della Sera
- Giuseppe Casetta: Le Travail
- Giuseppe Faraci: La Stampa
- Guido Vergani: Successo
- Italo Vaglienti: La Stampa
- Leonardo Azzarita: premio speciale "per una vita dedicata al giornalismo"
- Lucien Barbieri: Le Peuple Valdôtain
- Maurizio Montefoschi: Il Messaggero
- Miriam Mafai: Vie Nuove
- Pier Giorgio Betti: L'Unità
- Renata Cossard Delfino: La Notte
- Sandro Tatti: Rai

### Quindicesima edizione 1965
- Aldo Falivena: Rai Tv
- Andrea Boscione: Rai
- Angelo Del Boca: Gazzetta del Popolo
- Angelo Oliva: Le Travail
- Antonio Antonucci: La Stampa
- Egisto Corradi: Corriere della Sera
- Elia Pession: Le Messager Valdôtain
- Emilio Pozzi: Rai
- Enzo Biagi: La Stampa
- Esule Sella: Rai
- Francesco Maratea: Il Messaggero: premio speciale "per una vita dedicata al giornalismo"
- Gino Pallotta: L'Ora
- Giovanni Buffa: Avanti!
- Giovanni Canestrini:
- Giuseppe Dall'Ongaro: Giornale d'Italia
- Luca Pavolini: Rinascita
- Luciano Ferrari: La Notte
- Marie Coudre: Le Peuple Valdôtain
- Mario Stefanile: Il Mattino
- Silvano Villani: Corriere della Sera

### Sedicesima edizione 1966
- Aldo Gabrielli: Epoca
- Fidia Sassano: Avanti!
- Franco Gozzano: Avanti!
- Giorgio Fattori: La Stampa
- Giuseppe Lucca: Gazzetta del Popolo
- Homber Bianchi: Rai Tv
- Indro Montanelli: Corriere della Sera: premio speciale "per una vita dedicata al giornalismo"
- Piero Pratesi: L'Avvenire d'Italia
- Sergio Segre: Rinascita
- Vittorio Pozzo:

### Diciassettima edizione 1967
- Aldo Scinè: Rai
- Cristiano Focarile: Il Globo
- Filippo Sacchi: premio speciale "per una vita dedicata al giornalismo"
- Gaetano Assanti: L'Aeroporto
- Luca Di Schiena: Rai Tv
- Mario Fazio: La Stampa
- Oriana Fallaci: L'Europeo
- Pierre Raggi Page: La Région Autonome
- Rino Cossard: Gazzetta del Popolo
- Sergio Maldini: Il Resto del Carlino
- Silvio Bertoldi: Oggi
- Vittorio Varale: La Stampa

### Diciottesima edizione 1969
- Cesare Castellotti: Rai
- Federico Scianò: Rai
- Gastone Favero: Rai Tv
- Giampaolo Pansa: La Stampa
- Gianni De Felice: Corriere della Sera
- Giorgio Signorini: Paese Sera
- Giovanni Grazzini: Corriere della Sera
- Giulio De Benedetti: premio speciale "per una vita dedicata al giornalismo"
- Orazio Mazzoni: Il Mattino

### Diciannovesima edizione 1970
- Alberto Marchesi: Corriere dello Sport
- Aldo Stefanile: Il Mattino
- Antonio Cederna: Corriere della Sera
- Arrigo Levi: La Stampa
- Claudio Donat-Cattin: Gazzetta del Popolo
- Ermanno Rea: Il Tempo
- Franco Moccagatta: Rai
- Giuseppe Boffa: L'Unità
- Remo Grigliè: Stampa Sera
- Roberto Savio: Rai Tv
- Ruggero Orlando: premio speciale "per una vita dedicata al giornalismo"
- Carlo Nazzaro: premio speciale "per una vita dedicata al giornalismo"
- Vito Napoli: Gazzetta del Popolo
- Federazione italiana editori giornali: premio ad Almarisa Paudice "per la divulgazione del giornale nelle scuole"

### Ventesima edizione 1971
- Adalberto Bortolotti: Stadio
- Aniello Coppola: L'Ora
- Antonio Leone: Rai
- Ariberto Segala: Epoca
- Arrigo Benedetti: premio speciale "per una vita dedicata al giornalismo"
- Dino Tedesco: Gazzetta del Popolo
- Gabriella Poli: La Stampa
- Gaspare Barbiellini Amidei: Corriere della Sera
- Giorgio Giannone: La Stampa/Stampa Sera
- Italo Moretti: Rai
- Mario Roberto Cimnaghi: Il Popolo
- Oriana Fallaci: L'Europeo
- Renato Chabod:
- Sergio Zavoli: Rai Tv
- Vittorio Monti: ANSA

### Ventunesima edizione 1972
- Adalberto Bortolotti: Stadio
- Aniello Coppola: L'Ora
- Antonio Leone: Rai
- Ariberto Segala: Epoca
- Arrigo Benedetti: per una vita dedicata al giornalismo
- Dino Tedesco: Gazzetta del Popolo
- Gabriella Poli: La Stampa
- Gaspare Barbiellini Amidei: Corriere della Sera
- Giorgio Giannone: La Stampa/Stampa Sera
- Italo Moretti: Rai
- Mario Roberto Cimnaghi: Il Popolo
- Oriana Fallaci: L'Europeo
- Renato Chabod:
- Sergio Zavoli: Rai Tv
- Vittorio Monti: Ansa

### Ventiduesima edizione 1973
- Aimè Chenal: Le Flambeau
- Alfio Borghese: Rai
- Alfredo Toniolo: Gazzetta del Popolo
- Augusto Guerriero "Ricciardetto"
- Claudio Capello: Rai Tv
- Domenico Giordano: Rai
- Eugenio Scalfari: L'Espresso
- Fausta Leoni: Momento Sera
- Franco Cigliola: Corriere del Giorno
- Franco Vegliani: Successo
- Gianni Locatelli: Successo
- Gigi Marsico: Rai Tv
- Giovanni Mantovani: Rai
- Giuseppe Puggioni: Corriere della Sera
- Marcello Gilmozzi: Il Popolo
- Marco Nozza: Il Giorno
- Mario Gherarducci: Corriere della Sera
- Mario Melloni "Fortebraccio"
- Piero Angela: Rai Tv
- Vittorio Gorresio: premio speciale "per una vita dedicata al giornalismo"

### Ventitreesima edizione 1974
- Alfredo Vinciguerra: Il Popolo
- Antonio Rossano: La Gazzetta del Mezzogiorno
- Ezio De Cesari: Corriere dello Sport
- Francesco Arca: Rai
- Gian Carlo Barberis: Rai Tv
- Gian Carlo Carcano: Gazzetta del Popolo
- Gigi Mattana: La Stampa
- Giglio Panza: Corriere dello Sport
- Giuseppe Giacovazzo: Rai Tv
- Giuseppe Lucca: Corriere della Valle d'Aosta
- Italo Cossard: Corriere dello Sport
- Mario Galletti: Paese Sera
- Paolo Rosi: Rai Tv
- Sandro Mayer: Oggi
- Savino Bonito: Rai
- Vittorio G. Rossi: premio speciale "per una vita dedicata al giornalismo"

### Ventiquattresima edizione 1975
- Alberto Cavallari: La Stampa
- Angelo Solmi: Oggi
- Antonio Spinosa: Nord-Sud
- Cesare Castellotti: Rai
- Federico Scianò: Rai
- Gaetano Assanti: Sports Valdôtains
- Gastone Favero: Rai Tv
- Gian Luigi Rondi: Il Tempo
- Gianni De Felice: Corriere della Sera
- Gianpaolo Pansa: La Stampa
- Gigi Marsico: Rai
- Giorgio Signorini: Paese Sera
- Giovanni Grazzini: Corriere della Sera
- Giulio De Benedetti: premio speciale "per una vita dedicata al giornalismo"
- Nino Crescenti: Rai Tv
- Orazio Mazzoni: Il Mattino
- Piero Bianucci: Gazzetta del Popolo
- Piero Giorgianni: La Notte
- Piero Maria Paoletti: Il Giorno
- Virgilio Lilli: premio speciale "per una vita dedicata al giornalismo"

### Venticinquesima edizione 1976
- Alberto Ronchey: Corriere della Sera
- Arturo Gismondi: Paese Sera
- Egisto Corradi: premio speciale "per una vita dedicata al giornalismo"
- Giorgio Bocca: La Repubblica
- Maurizio Barendson:
- Maurizio Costanzo: Rai Tv
- Ottavio Cecchi: Rinascita

### Ventiseiesima edizione 1977
- Biagio Agnes: Rai Tv
- Bruno Raschi: La Gazzetta dello Sport
- Claudio Altarocca: Il Giorno
- Enrico Mattei: premio speciale "per una vita dedicata al giornalismo"
- Fabrizio Coisson: Paese Sera
- Michele Prisco: Il Mattino
- Piero Perona: Stampa Sera
- Raffaele Uboldi: Epoca

### Ventisettesima edizione 1978
- Bruno Vespa: Rai Tv
- Carlo Rossella: Panorama
- Enzo Biagi: premio speciale "per una vita dedicata al giornalismo"
- Giuseppe Pedercini: Rai
- Mario Francese: Giornale di Sicilia, alla memoria[Fu assassinato l'anno dopo]
- Romano Cantore: Panorama
- Sergio Neri: Corriere dello Sport/Stadio

### Ventottesima edizione 1979
- Corrado Stajano: Rai Tv
- Gianni Gambarotta: Il Mondo
- Gianni Melidoni: Il Messaggero
- Marco Fini: Rai Tv
- Mario Melloni "Fortebraccio": premio speciale "per una vita dedicata al giornalismo"
- Piero Ostellino: Corriere della Sera
- Rino Icardi: Rai
- Ugo Sartorio: ANSA

### Ventinovesima edizione 1980
- Gaetano Afeltra: premio speciale "per una vita dedicata al giornalismo"
- Giampiero Mughini: L'Europeo
- Gianni Bisiach: Rai
- Gianni Brera: Il Giornale Nuovo
- Lietta Tornabuoni: La Stampa
- Mario Trufelli: Rai Tv
- Mauro Galligani: Epoca

### Trentesima edizione 1981
- Bruno Mobrici: Rai
- Ettore Mo: Corriere della Sera
- Gianni Minà: Rai Tv
- Giovanni Mosca: premio speciale "per una vita dedicata al giornalismo"
- Luigi Gianoli: La Gazzetta dello Sport
- Mario De Biasi: Epoca
- Nello Ajello: L'Espresso

### Trentunesima edizione 1983
- Arrigo Petacco: Rai
- Beppe Viola: Rai
- Ennio Caretto: La Stampa
- Giorgio Bocca: premio speciale "per una vita dedicata al giornalismo"
- Giuliano Ferrieri: L'Europeo
- Osvaldo Bevilacqua: Rai

### Trentaduesima edizione 1997
- Per il prestigio della categoria:
  - Barbara Spinelli, La Stampa
- Inchieste e servizi speciali:
  - Giuseppe Pietrobelli: Il Gazzettino
  - Stefano Folli: Il Corriere della Sera
  - Vittorio Zucconi: La Repubblica
- Servizi o rubriche televisive nazionali:
  - Achille D'Amelia: Rai 2 per TG2 Dossier
  - Roberto Olla e Italo Moscati: Rai 1 per Combat Film
  - Paolo Giani e Daniele Valentini: Rai 1 Telegiornale per Overland Roma-New York
- Servizi radiofonici:
  - Andrea Vianello, Radio anch'io
- Servizi o inchieste su periodici
  - Maria Venturi, Oggi
- Servizio giornalistico sportivo
  - Gianni Bondini e Valerio Piccioni, La Gazzetta dello Sport
- Premio regione autonoma Valle d'Aosta
  - Augusto Grandi, Il Sole 24 Ore
- Premi speciali della giuria
  - Al giornalista straniero che meglio ha descritto la realtà italiana:
  - Richard Heuzè: Le Figaro
  - Al giornalista inviato di guerra:
  - Ennio Remondino
  - Al giornalista miglior autore di servizio trasmesso da agenzia di stampa:
  - Giuseppe Tito: ANSA

### Trentatreesima edizione 1998
- Per il prestigio della categoria:
  - Bernardo Valli, La Repubblica
- Inchieste e servizi speciali:
  - Darwin Pastorin: Tuttosport
  - Lorenzo Bianchi: Il Resto del Carlino
  - Marco Fabio Rinforzi: Il Sole 24 Ore
  - Marco Neirotti: La Stampa
- Servizi o rubriche televisive nazionali:
  - Alessandra Anzolin: Italia 1 per Moby's - Il debito
  - Arcangelo Ferri: Giornale Radio RAI per l'inchiesta Camorra 2000
  - Gianluca Nicoletti: Radio Rai per Golem
  - Sandro Ruotolo: Italia 1 per Moby's - Il debito
- Servizi su televisioni regionali:
  - Carlo Figari: Videolina Cagliari
  - Elena Mazzucco: Rete 7 Torino
- Inchieste e Servizi o rubriche radiofoniche:
  - Fabio De Pasquale 109
  - Marco Gregoretti
- Servizi o inchieste su periodici
  - Adriano Mordenti, Venerdì, inserto del quotidiano La Repubblica
- Premio regione autonoma Valle d'Aosta
  - Michel Eggs: La Tribune de Genève
- Premi speciali della giuria
  - Al giornalista che meglio si è occupato della realtà straniera in Italia:
  - Federico Pirro: Rai tre
  - Al giornalista miglior autore di servizio trasmesso da agenzia di stampa:
  - Onofrio Pagone: ANSA

### Trentaquattresima edizione 1999
- Per il prestigio della categoria:
  - Paolo Mieli
- Inchieste e servizi speciali:
  - Antonio Maglie: Il Corriere dello Sport
  - Bruno Viani: Il Secolo XIX
  - Magdi Allam: La Repubblica
- Servizi o rubriche televisive nazionali:
  - Karina Laterza: Tg Ragazzi Rai Uno per "Picasso"
  - Toni Capuozzo: Tg5 per "Il dramma delle foibe"
- Servizi su televisioni regionali:
  - Anna Maria Buffo: Telenorba
- Servizi radiofonici:
  - Aldo Forbice
  - Sandro Testi
- Servizi o inchieste su periodici
  - Leonardo Zega: Famiglia Cristiana
  - Vittoriano Rastelli: Venerdì di Repubblica
- Premio regione autonoma Valle d'Aosta
  - Osvaldo Bevilacqua: Rai Due
- Premi speciali della giuria
  - Alberto Vitucci: La Nuova Venezia per "La Saga del Mose"
  - Vittorio Dell'Uva: Il Mattino per "Sulle rotte dei disperati"

### Trentacinquesima edizione 2000
- Per il prestigio della categoria:
  - Mario Cervi: Il Giornale
- Inchieste e servizi speciali:
  - Gianni Mura: La Repubblica
  - Gigi Di Fiore: Il Mattino
  - Giuseppe Zaccaria: La Stampa
  - Manlio Di Salvo, Erika Della Casa e Massimo Righi: Il Secolo XIX
- Servizi o rubriche televisive nazionali:
  - Daniele Moro: TG5 per "Scomparire"
  - Donato Placido: TG2 Dossier per "Bambini dai capelli grigi"
  - Gabriella Simoni: Studio Aperto per "Il linciaggio a Ramallah", per lo stesso servizio menzione particolare a Anna Migotto: TG4
- Servizi su televisioni regionali:
  - Maria Teresa Marinò: Rete 7
  - Redazione regionale della Rai
- Servizi radiofonici:
  - Filippo Anastasi
- Servizi o inchieste su periodici
  - Luca Dini: Oggi
- Premio regione autonoma Valle d'Aosta
  - Marco Bonetto: Tuttosport
- Premi speciali della giuria
  - Daria Lucca: il manifesto
  - Antonio Russo: Radio Radicale, alla memoria

### Trentaseiesima edizione 2001
- Per il prestigio della categoria:
  - Igor Man: La Stampa
- Inchieste e servizi speciali:
  - Carlo Bonini: Il Corriere della Sera
  - Giuseppe D'Avanzo: Il Corriere della Sera
  - Vincenzo Quaratino: ANSA
  - Giovanni Valentini: La Repubblica
- Servizi o rubriche televisive nazionali:
  - Bruno Vespa: Rai Uno per Porta a Porta
  - Anna Migotto: TG4 per "La tragedia dell'ATR42"
- Servizi su televisioni regionali:
  - Pietro Ancona: Telenorba
  - Anna Trebbi: Rete Sette
- Servizi radiofonici:
  - Giovanni Floris Radio Rai
  - Andrea Valentini GR Parlamento
- Servizi o inchieste su periodici
  - Elisabetta Burba e Francesca Folda: Panorama
  - Alessandra Mammì: L'Espresso
  - Barbara Carazzolo, Alberto Chiara e Luciano Scalettari: Famiglia Cristiana
- Premi speciali della giuria
  - Elena Comelli: America Oggi
  - Maria Antonietta Calabrò: Il Corriere della Sera

### Trentasettesima edizione 2002
- Per il prestigio della categoria:
  - Sandro Ciotti:
- Inchieste e servizi speciali:
  - Mario Ajello: Il Messaggero
  - Pierluigi Battista: La Stampa
  - Giovanni Maria Bellu: La Repubblica
  - Stefano Lorenzetto: Il Giornale
  - Marco Menduni: Il Secolo XIX
- Servizi o rubriche televisive nazionali:
  - Bruno Luverà: Tg Uno per "Violenze al G8"
  - Alfredo Macchi: TG4 per "Gli orfani di Kabul"
- Servizi su televisioni regionali:
  - Ilaria Cavo: Primocanale
  - Giuseppina Marrella: Rete Sette
- Servizi radiofonici:
  - Non assegnato
- Servizi o inchieste su periodici
  - Francesco Merlo: Il Corriere della Sera
- Servizi o portale Internet
  - MISNA: Direttore Padre Giulio Albanese
- Premio regione autonoma Valle d'Aosta
  - Fabio Di Nicola
- Premi speciali della giuria
  - Osvaldo Urruiolabeita
  - Raffaele Ciriello alla memoria
  - Maria Grazia Cutuli alla memoria

### Trentottesima edizione 2003
- Per il prestigio della categoria:
  - Eugenio Scalfari:
- Inchieste e servizi speciali:
  - Claudio Gatti: Il Sole 24 Ore
  - Giulio Gelibter e Roberto Scarfone: ANSA
  - Massimo Gramellini: La Stampa
- Servizi o rubriche televisive nazionali:
  - Giuseppe Bonavolontà e Marc Innaro: TgUno per TV7
  - Roberta Serdoz: TG3 per "Primo Piano"
- Servizi su televisioni regionali:
  - Francesco Pezzella: Telecapri
  - Giacinto Pinto: Telenorba
- Servizi radiofonici:
  - Antonio Calabrò: Radio 24
- Servizi o inchieste su periodici
  - Claudio Sabelli Fioretti: Io Donna, inserto del Corriere della Sera
- Premio regione autonoma Valle d'Aosta
  - Chiara Beria D'Argentine
- Premi speciali della giuria
  - Manuel Mendez

### Trentanovesima edizione 2004
- Per il prestigio della categoria:
  - Giovanni Giovannini:
- Inchieste e servizi speciali:
  - Fabrizio Gatti: Il Corriere della Sera
  - Giancarlo Vigorelli: Il Sole 24 Ore
  - Giuliano Galletta: Il Secolo XIX
  - Marco Ansaldo: La Stampa
- Servizi o rubriche televisive nazionali:
  - Giovanna Botteri: Tgtre per la corrispondenza da Baghdad
  - Luciano Onder: TG2 per Medicina 33
- Servizi su televisioni regionali:
  - Francesco Persiani: Telenorba
  - Mauro Denigris: Antennasud
- Servizi radiofonici:
  - Gianfranco de Turris: GR1
- Servizi o inchieste su periodici
  - Giacomo Amadori: Panorama
- Premio servizi o inchieste su periodici locali:
  - Oriana Pecchio: la Vallée Notizie
- Premio regione autonoma Valle d'Aosta 
  - Dino Boffo
- Premi speciali della giuria
  - Gregorio Salazar

### Quarantesima edizione 2005
- Per il prestigio della categoria "Premio Indro Montanelli":
  - Ettore Mo:
- Al giornalista distintosi nell'anno passato:
  - Milena Gabanelli
- Inchieste e servizi speciali:
  - Lorenzo Cremonesi: Il Corriere della Sera
  - Marco Bardazzi: ANSA
- Servizi o rubriche televisive nazionali:
  - Maria Luisa Busi: TG1 e TV7 per "Lezione di vita"
  - Saverio Montingelli: RaiSport per "Intervista a Chiricallo"
- Inchiesta o servizio speciale su periodici locali:
  - Salvo Anzaldi: Gazzetta Matin
- Servizi su televisioni regionali:
  - Loredana Pianta: Videonord per "Le tane degli invisibili"
- Servizi radiofonici:
  - Stefano Mensurati: Radio Anch'io
- Servizi o inchieste su periodici
  - Lucia Vastano: Narcomafie
- Premio regione autonoma Valle d'Aosta
  - Joaquin Navarro Valls
- Premi speciali della giuria
  - Francesca Caferri
  - Francesco Battistini
  - Giuliana Sgrena

### Quarantunesima edizione 2006
- Grolla d'Oro alla Comunicazione[5]
  - Evelina Christillin: vicepresidente vicario del TOROC
- Premio Indro Montanelli "Testimone del XXI secolo"
  - Candido Cannavò
- Sezione I: Giornalista dell'anno:
  - Federico Rampini
- Sezione II: Migliori inchieste o servizi speciali
  - Giovanni Bianconi: Corriere della Sera
  - Guido Ruotolo: La Stampa
- Sezione III: Migliori servizi
  - Paola Baruffi: Sky Controcorrente
  - Riccardo Iacona: Rai3 Report
- Sezione IV: Al giornalista autore del miglior servizio di emittenti televisive regionali o interregionali
  - Giovanna Bruno, Guglielmina Logroscino: Telenorba
- Sezione V: Al giornalista autore dei migliori servizi o curatore della migliore rubrica di emittenti radiofoniche nazionali, regionali o interregionali
  - Giovanni D'Anna - Rai Radio Uno - Pianeta dimenticato
- Sezione VI: Al giornalista autore della migliore inchiesta o miglior reportage fotografico o servizio speciale o titolare di rubrica specializzata pubblicati su periodici italiani
  - Luciano Scalettari - Famiglia Cristiana - Somalia anno zero
- Sezione VII: Al giornalista autore del migliore servizio inchiesta apparsi su testata giornalistica on line(Internet) e non altrimenti editi
  - Alessandro Faruggia - qn.quotidiano.net - Ancora 48 ore prima di arrivare alla base. Affrontiamo l'incognita del ghiaccio
- Sezione VIII: Al giornalista autore della migliore inchiesta o miglior reportage fotografico o servizio speciale o titolare di rubrica specializzata pubblicati su periodici locali
  - Silvano Esposito - Il Biellese - Storie precarie
- Targa d'Argento Saint-Vincent: Al giornalista autore del miglior servizio o inchiesta iscritto all'Associazione Stampa Valdostana
  - Andrea Chatrian La Stampa - Il mistero del morto senza nome
- Pennino d'Oro: assegnato dall'Ordine dei Giornalisti della Valle d'Aosta al giornalista che si è dedicato alla promozione della professione
  - Vittorio Roidi
- Premi Regione Autonoma Valle d'Aosta: Al giornalista autore della migliore inchiesta o miglior reportage fotografico o titolare di rubrica specializzata pubblicati su quotidiani, periodici o trasmessi dalla radio o dalla televisione pubblica o privata di lingua francese
  - Gérard Grizbec - corrispondente di France2 a Roma
  - Paolo Massobrio - titolare di rubriche settimanali su vari quotidiani nazionali
- Premi speciali della giuria
  - Luis Sancion (Santo Domingo)
  - Paolo Alberto Valenti (Francia)
- Premio speciale della giuria alla memoria
  - Enzo Tortora

### Quarantaduesima edizione 2007
- Per il prestigio della categoria "Premio Indro Montanelli":
  - Antonio Ferrari:
- Al giornalista distintosi nell'anno passato:
  - Fabrizio Gatti
- Inchieste e servizi speciali:
  - Paolo Biondani e Guido Olimpio: Il Corriere della Sera
  - Antonio Maria Mira: Avvenire
- Servizi o rubriche televisive nazionali:
  - Dario Laruffa: TG2 per "Tg2 Dossier"
  - Pietro Suber: ReteQuattro
- Servizi su televisioni regionali:
  - Andrea Frailis: Videolina
- Servizi radiofonici:
  - Giorgio Zanchini: Radio Anch'io
- Servizi o inchieste su periodici
  - Marina Corradi:
- Premio regione autonoma Valle d'Aosta
  - Mario Cervi e Sergio Zavoli
- Premi speciali della giuria, alla memoria
  - Giovanni Spampinato
  - Adjmal Naqshbandi
  - Anna Politovskaya
  - Mauro Montanari
- Premio Giornalismo alla Voce delle Voci
  - consegnato Andrea Cinquegrani e a Rita Pennarola

### Quarantatreesima edizione 2008
- Giulio Andreotti
- Pietro Ingrao
- Tony Capuozzo
- Emilio Carelli
- Paolo Rumiz
- Claudio Pagliara
- Rosaria Capacchione
- Fiorenza Sarzanini
- Olivo De Leon
- Maurice Le Moine, Le Monde Diplomatique

Premio per la Comunicazione
(Regione Autonoma Valle d'Aosta):
- Massimo Gramellini

### Edizione 2009
Non disputata

### Quarantaquattresima edizione 2010
- Enrico Mentana, per la sezione “televisione”,[6]
- Antonio Padellaro, per la sezione “carta stampata”[7]
- Bruno Vespa, giornalista che ha contribuito al prestigio della categoria.
- Mario Lenzi, premio alla carriera per l'innovazione, la dignità e la valorizzazione del giornalismo regionale e locale
- Mario Guastoni, esponente autentico del giornalismo francofono a forte vocazione italiana ed europea.

### Quarantacinquesima edizione 2011
- Giampaolo Pansa, (premio alla carriera)[8]
- Mario Calabresi, (carta stampata)[9]
- Lucia Annunziata, (televisione)[10]
- Luigi Contu, (settore multimediale)[11].